# Ca (riu)
El Ca és un riu del sud-est asiàtic, que travessa dos països, Laos i Vietnam, i té la seva desembocadura a la mar de la Xina Meridional.

## Geografia
512 km de long, té la deu prop de la muntanya de Loi al nord de Laos, a la província de Xieng Khouang.

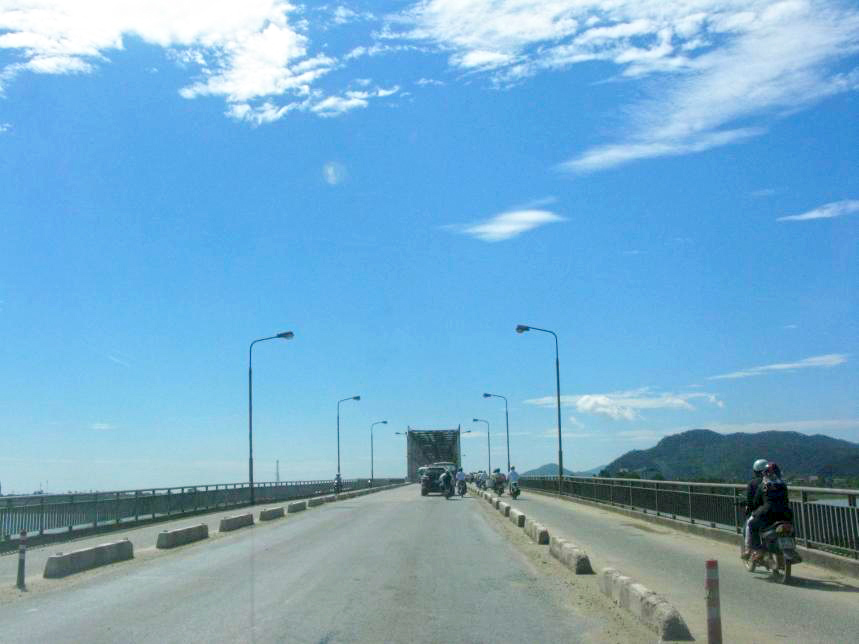
El pont Ben Thuy sobre el Ca entre Vinh i Ha Tinh al Vietnam

Després travessa, al nord del Vietnam, la província de Nghệ An i la província de Hà Tĩnh.
Desemboca a la mar de la Xina Meridional prop de la ciutat de Vinh, al golf de Tonquín. El pont de Ben Thuy connecta Vinh i Ben Thuy, port a la desembocadura del Ca.
En més de 300 km de long, el riu és classificat pel "Vietnam Geographical Survey".